# AN/PVS-2夜視鏡
AN/PVS-2是一款在越南战争時期獲美军採用的微光夜視儀（第一代夜視鏡）。

## 概述
AN/PVS-2是藉由美國研製的第一代S-20多鹼光陰極和光纖面板組成的微光像增強器所製成的4倍倍率微光夜視瞄準鏡，採用第一代的微光管。其體積相當大，重達7磅（約3.175千克），由於擔憂M16頂部的提把扛不了它，因此連接方式就是利用機匣的頂部，安裝在提把的左上方。
在越戰當中，AN/PVS-2既可以安裝在直升機以上以執行夜間偵查任務，亦獲得巡邏基地中的士兵和海軍陸戰隊用作M14、M16和M21的夜間瞄準具。雖然M193彈的有效射程比較短，但當時夜視儀的視距也不遠，因此安裝AN/PVS-2的M16與M16A1經常被用作夜間狙擊步槍，以對付企圖乘夜突襲或探查界限線的越共士兵或遊擊隊員。
AN/PVS-2的缺點除了受限於當時的技術因素，因而如上述的沉重以外，還有在沒有月光或是在山洞裡等過暗的環境時，就無法將微光放大到可見的效果；加上越南叢林中的作戰環境惡劣，潮濕、磕碰都會導致其發出故障。
由於以上缺點，加上第二代S-25多鹼光陰極和微通道板組成的微光像增強器技術製成的AN/PVS-4夜視儀的服役，AN/PVS-2就此被取代。

## 使用國
- 美国

## 資料來源
1. ↑  .   [2020-08-15]. （原始内容存档于2021-01-14）.
2. ↑  .   [2020-08-15]. （原始内容存档于2021-05-07）.
3. ↑  【不止游戏】夜视仪 究竟是如何看清楚黑暗的？ - 知乎

## 外部連結
- （英文）—Early Night Vision: Vietnam Era AN/PVS-2 Starlight Scope（页面存档备份，存于）
- （英文）—AN/PVS 2 Starlight Scope（页面存档备份，存于）
- （简体中文）—槍炮世界—AR-15/M16专辑—典型的瞄准装置（页面存档备份，存于）